# Alchemilla dolichotoma
Alchemilla dolichotoma é uma espécie de rosácea do gênero Alchemilla, pertencente à família Rosaceae.